# フェリールビー
フェリールビーは、ダイヤモンドフェリーが運航していたフェリー。

## 概要
フェリーゴールド、フェリーパールに続く第三船として尾道造船で建造され、1970年9月に神戸 - 松山 - 大分航路に就航した。
1976年2月、愛媛阪神フェリーより用船したおくどうご2の就航により、定期運航から外れ予備船となる。
1982年12月、おくどうご6、おくどうご8の就航により引退した。
その後、海外売船され、フィリピンのSweet Line Inc. でSWEET ROROとなった。フィリピン初のRO-RO型貨客船としてマニラ - セブ航路に就航した。

### 航路
ダイヤモンドフェリー
- 神戸港（東神戸フェリーセンター） - 松山港 - 大分港

フェリーゴールド、フェリーパールと本船の3隻で就航。本船の就航により毎日便1便、隔日便1便の運航体制となった。

## 設計
先に建造されたフェリーゴールドの拡大改良型で、航海船橋甲板と船体後部に船室が増設され、総トン数が約600トン増加した。この設計変更により車両搭載能力は変わらないものの、旅客定員が増やされた。船体、機関の諸元はほぼ同一とされたため、喫水が深くなり、航海速力が0.3ノット低下している。
船体は上層からA・B・Cデッキ、ワゴンデッキと呼称されており、A・Bデッキは旅客区画、Cデッキは前方が旅客区画、後方が乗用車搭載区画、ワゴンデッキは大型車搭載区画となっている。ワゴンデッキの船首および船尾にランプウェイを装備する。

## 船内

### 船室
- 特別室
  - A洋室
  - B洋室
  - 和洋室
- 一般室

### 設備
- 食堂